# Virus neutralizační test
Virus neutralizační test (zkratka VNT) je jedna ze sérologických metod, při které se detekují protilátky z vyšetřovaného séra jedince proti virům. Je tedy určena k diagnostice některých virových nemocí člověka a zvířat. Test je založen na principu vazby specifických protilátek proti viru a následné inhibici cytopatického efektu.

## Postup
Testované sérum se smíchá s kulturou konkrétního viru a nechá se inkubovat. Obsahuje-li testované sérum protilátky proti tomuto viru, dojde k vazbě protilátek na receptory viru a jeho inaktivaci. Neobsahuje-li sérum protilátky virus zůstane aktivní. Inkubovaným roztokem se poté naočkuje buněčná kultura. V pozitivním případě (sérum obsahuje protilátky proti viru) inaktivovaný virus není schopen napadnout buňky a nedojde k vytvoření cytopatického efektu. Je-li sérum negativní, na buněčné kultuře je pod mikroskopem patrný cytopatický efekt. Metoda se obvykle provádí v několika ředěních séra.